# NGC 5927
NGC 5927 es un cúmulo globular en la constelación de Lupus, situado al sur de la constelación, en el límite con Norma. Visible con pequeños telescopios, no es un cúmulo especialmente denso (clase VIII) y sus estrellas son de magnitud 15 o inferior. Se encuentra a algo menos de 25.000 años luz de distancia de la Tierra.
Fue descubierto por el astrónomo James Dunlop en 1826.